# Halowe Mistrzostwa Świata w Lekkoatletyce 1991 – trójskok mężczyzn
Trójskok mężczyzn – jedna z konkurencji rozgrywanych podczas halowych mistrzostw świata w lekkoatletyce w 1991. Kwalifikacje odbyły się 9 marca, a finał został rozegrany 10 marca.
Do kwalifikacji zgłoszonych zostało 21 zawodników z 16 państw.
Zawody w tej konkurencji wygrał reprezentant ZSRR Igor Łapszyn. Drugą pozycję zajął rodak triumfatora Leonid Wołoszyn, trzecią zaś reprezentujący Szwecję Tord Henriksson.

## Wyniki

### Kwalifikacje
Źródło: 
| Miejsce | Zawodnik            | Państwo           | Wynik | Uwagi |
| ------- | ------------------- | ----------------- | ----- | ----- |
| 1.      | Igor Łapszyn        | ZSRR              | 16,81 |       |
| 2.      | Leonid Wołoszyn     | ZSRR              | 16,72 |       |
| 3.      | Zou Sixin           | Chiny             | 16,68 |       |
| 4.      | Tord Henriksson     | Szwecja           | 16,64 |       |
| 5.      | Frank Rutherford    | Bahamy            | 16,63 |       |
| 6.      | Volker Mai          | Niemcy            | 16,58 |       |
| 7.      | Chen Yanping        | Chiny             | 16,51 |       |
| 8.      | Anísio Silva        | Brazylia          | 16,50 |       |
| 9.      | Andrzej Grabarczyk  | Polska            | 16,46 |       |
| 10.     | Milan Mikuláš       | Czechosłowacja    | 16,37 |       |
| 11.     | John Tillman        | Stany Zjednoczone | 16,32 |       |
| 12.     | Dario Badinelli     | Włochy            | 16,25 |       |
| 12.     | Nikołaj Raew        | Bułgaria          | 16,25 |       |
| 14.     | Jörg Friess         | Niemcy            | 16,16 |       |
| 15.     | Marios Chadziandreu | Cypr              | 15,97 |       |
| 16.     | Todoros Tantanozis  | Grecja            | 15,85 |       |
| 16.     | Ján Čado            | Czechosłowacja    | 15,85 |       |
| 18.     | Dorel Eftene        | Rumunia           | 15,83 |       |
| 19.     | António dos Santos  | Angola            | 15,49 |       |
| 20.     | Ricardo Valiente    | Peru              | 14,71 | NR    |
| –       | Charles Simpkins    | Stany Zjednoczone | NM    |       |

### Finał
Źródło: 
| Miejsce | Zawodnik           | Państwo           | Podejście | Podejście | Podejście | Podejście | Podejście | Podejście | Wynik | Uwagi |
| Miejsce | Zawodnik           | Państwo           | #1        | #2        | #3        | #4        | #5        | #6        | Wynik | Uwagi |
| ------- | ------------------ | ----------------- | --------- | --------- | --------- | --------- | --------- | --------- | ----- | ----- |
| 01 !    | Igor Łapszyn       | ZSRR              | 16,58     | 16,86     | 17,31     | 16,84     | X         | -         | 17,31 |       |
| 02 !    | Leonid Wołoszyn    | ZSRR              | 17,04     | X         | 16,93     | 17,03     | X         | 16,56     | 17,04 |       |
| 03 !    | Tord Henriksson    | Szwecja           | 16,74     | X         | 16,80     | X         | X         | 16,45     | 16,80 |       |
| 4.      | Zou Sixin          | Chiny             | 16,66     | X         | 16,78     | 16,66     | 16,58     | X         | 16,78 | PB    |
| 5.      | Volker Mai         | Niemcy            | 16,64     | 16,74     | 16,60     | 16,55     | 16,56     | 16,65     | 16,74 |       |
| 6.      | Chen Yanping       | Chiny             | X         | 16,63     | X         | X         | 16,70     | X         | 16,70 |       |
| 7.      | Dario Badinelli    | Włochy            | 16,11     | 16,10     | 16,62     | X         | 16,23     | X         | 16,62 |       |
| 8.      | Frank Rutherford   | Bahamy            | 16,51     | 16,61     | X         | X         | X         | X         | 16,61 |       |
| 9.      | John Tillman       | Stany Zjednoczone | 16,24     | 16,18     | 16,58     | NQ        | NQ        | NQ        | 16,58 |       |
| 10.     | Anísio Silva       | Brazylia          | X         | 16,44     | 16,09     | NQ        | NQ        | NQ        | 16,44 |       |
| 11.     | Andrzej Grabarczyk | Polska            | 16,25     | 16,33     | 16,19     | NQ        | NQ        | NQ        | 16,33 |       |
| 12.     | Nikołaj Raew       | Bułgaria          | 15,72     | 16,14     | 16,19     | NQ        | NQ        | NQ        | 16,19 |       |
| –       | Milan Mikuláš      | Czechosłowacja    | X         | X         | X         | NQ        | NQ        | NQ        | NM    |       |